# 1,2-Diazepin
1,2-Diazepin je sedmočlano heterociklično jedinjenje sa dva atoma azota. Atomi azota su u pozicijama prstena 1 i 2. Prsten sadrži tri dvostruke veze.